# الحاجز الزجاجي (مسلسل)
الحواجز الزجاجة مسلسل تلفزيوني مصري عرض عام 1974

## ملخص
يُصاب "محمود" بصدمة شديدة بعد أن يفقد والده المزارع أرضه نتيجة السيول، ويقرر أن يستكمل تعليمه حتى يساعد والده، ويتوجه إلى القاهرة للدراسة وهناك يتعرف على جارته "فاطمة" التي تتعلق بحبه، لكن ابن عمه الميكانيكي "حسن" يسبقه ويطلب يدها للزواج بعد أن حاول الاعتداء عليها، فتتزوج منه رغمًا عنها.